# Libera (хор)
Libera — англійський хор хлопчиків, під керівництвом Роберта Прізмана. Більшість учасників походять з хору парафії Св. Пилипа в Норбері — південному кварталі Лондона. Згідно з твердженням Songs of Praise TV special від 2009 року, колектив зазвичай складається з приблизно 40 хлопців віком від семи до шістнадцяти років, включно з новими членами які ще не готові повністю брати участь в записуванні альбомів чи концертних турах. Нові учасники групи походять з різних верств населення Лондона, і для них не вимагається приналежність до якогось економічного класу.
Крім записування альбомів, проведення концертних турів і регулярних виступів на телебаченні, пісні групи щотижня лунають в чоловічому хорі. Хор Libera зареєстрований у Великій Британії як благодійний, метою якого не є отримання прибутку, «даючи можливість хлопцям з будь-якого соціального прошарку брати участь у концертних турах». Учасники не платять за їхню участь у гурті, але витрати гурту компенсуються під час гастролей.
Назва хору «Libera» з'явилася від слів пісні «Спаси мене від смерті» (лат. Libera me domine de morte), яку співає хор. Треба зауважити, що колектив неодноразово змінював свою назву.

## Альбоми
Парафія англіканської церкви має довгу хорову традицію. Їх перший, нетрадиційний комерційний виступ відбувся у 1984 році, коли хлопці хору парафії Св. Пилипа разом з вокалістом Сала Соло виконали піснею «San Damiano». В 1987 році, хлопці хору Св. Філіпа виступили з піснею «Sing Forever.» В 1988, хор виступив з піснею «Adoramus.» В 1988, хор випустив свій перший комерційний альбом. Титульний трек цього альбому був вибраний BBC як перший телемарафонний гімн Children in Need.
Другий альбом, New Day, представлений в 1990 році, був першим альбомом, в якому використали назву Angel Voices (Ангельські Голоси). У 1990-х, назви «St. Philip's Boy Choir» («хлопчачий хор Святого Філіпа») і «Angel Voices» використовувалися як тотожні. Третій альбом, Angel Voices, був представлений у 1992 році. Він був перевиданий 1993 року, з хором названим the St. Philip's Boy's Choir. Angel Voices 2 був виданий 1996 року і Angel Voices 3 — у 1997. обоє були видані під хором з назвою St. Philip's Boy's Choir, з допомогою студії запису MCI.
В 1999, Robert Prizeman видав пісню та CD під назвою Libera. Компакт диск включав сім реміксів його оригінальних пісень і «Libera». в перших чотирьох піснях Дарен Джераті був основним солістом; наступні 3 треки виконувалися іншими артистами. Цього ж року хор, який називав себе Libera, виконав на телебаченні пісню Sunday Live. У 1999 р, хор видав інший альбом, опублікований з допомогою Warner Classics. З цього часу, хор стали називати «Libera» коли став зрозумілим його комерційний потенціал. наступний альбом хору, Luminosa (яскравий), був виданий Warner Classics в 2001 році. У 2003, Warner Classics перевидали Libera і Luminosa як два диски Complete Libera. З 2004 року, Libera була зв'язана контрактом з EMI. Їх перший EMI альбом був Free. Visions вийшов в 2005 році. Альбом 2006 року, Angel Voices, був номінований Classical Brit Awards як Альбом Року. New Dawn був виданий у березні 2008 року. У вересні 2008 року, вони випустили свій перший подвійний диск названий Eternal (The best of Libera) який включав 26 треків взятих з старих альбомів і шість нових треків. Альбом Peace був виданий 2010 року. У листопаді 2011 року побачив світ альбом Libera: The Christmas Album.

## Телевізійні виступи і концерти
Як Angel Voices, група робила часті виступи на телебаченні Великої Британії, найчастіше на BBC. У попередні роки, як Libera, група рідко робила виступи на телебаченні і концерти. Лише після того, як група перетворилась на благодійну організацію у Великій Британії, де рада піклувальників, яка складалася здебільшого з батьків членів групи ухвалила рішення, що Libera буде проводити регулярні тури (зазвичай тричі на рік) і частіші телевізійні виступи.
Основні ролі у програмі 1992 року Titchmarsh on Song, з ведучим Alan Titchmarsh, і програмі 1993 року Thora on the Straight and Narrow, представила Angel Voices широкій публіці. Шоу показало перше публічне виконання пісні «De Profundis», яка потім отримала назву «Libera» і дала хорові його назву. Хор зробив численні музичні записи для
Songs of Praise і Classic FM TV. Інші виступи на телебаченні включали численні намагання зганьбити групу на GMTV, Blue Peter, Sunday Live, Christmas Cooks, Top of the Pops, Wogan, і Last Choir Standing. У 1994 році, хор Св. філіпа заспівав пісню на телешоу Poirot. У лютому 2007, Libera виступила на телеконкурсі When Will I Be Famous з ведучим Грехемом Нортоном на BBC One. Вони виграли, і були запрошені назад на наступному тижні. Libera виступила декілька раз на японському та корейському телебаченні. Libera також записала мелодію для Songs of Praise. Їх виконання «How Can I Keep From Singing» було показане на британському телебаченні.
30 і 31 травня 2007 року, Libera записала два концертних виконання в Pieterkerk, Лейден, Нідерланди, в співпраці з American Public Television. Кадри з вистав були об'єднані для створення Angel Voices: Libera in Concert. Програма була показана на Public Broadcasting Service каналах в США і випущена EMI на DVD та CD. DVD включав бонусну «Libera in Their Own Words», яка показувала інтерв'ю з кількома хлопцями.
35-хвилинний випуск транслювався в січні 2009 на телешоу Songs of Praise. на каналі BBC1.
22 грудня 2013 року, Libera була представлена на BBC1 Songs Of Praise Christmas Big Sing, записаного в Royal Albert Hall.

## Підтримка ролей
Libera записувала хорову підтримку для багатьох артистів, включаючи Аледо Джонса, Бьорка, Лучано Паваротті, Хейлі Вестенра, Пітер Скелерна, Хосе Каррераса, Ніла Даймонда, Кліффа Річарда, і Майкла Кроуфорда. Libera також співала саундтреки до фільмів включаючи Ромео і Джульєтта, Венеціанський купець, Shadowlands і Ганібал. Трейлер до Загадкова історія Бенджаміна Баттона використовує уривки з пісень групи, але вони відсутні у самому фільмі.
Деякі члени групи виконували пісні і поза нею. Наприклад, Том Каллі співав для Silence, Night and Dreams Збігнєва Прейснера, і його можна почути в британському серіалі Foyle's War. У 2002, Steven Geraghty був солістом для саундтреку гри ICO для PlayStation 2. 

## Стиль

### Music
Libera має характерне звучання. Всі співаки хору — хлопці, більшість з незміненим хлопчачим сопрано, з яким ці хлопці в ранньому підлітковому віці співають найнижчі партії. Майже всі пісні є новими композиціями Роберта Прізмана, або обробками класичних та сучасних мелодій. Прізман зазвичай створює або оброблює пісні для певного соліста, щоб підкреслити різні характеристики і якості хлопчачих голосів. Його композиції змішують інноваційні текстури, медитативних солістів та яскраві захоплюючі гармонії хору, які простягаються по всьому діапазону співу хлопчиків. Музика хору вдало комбінує єлементи грузинськогонського хоралу, класичних композиторів, таких як Дебюссі та Бетховена, а також сучасної музики. Деякі з його пісень, таких. як «Sanctus», з'явилися в різних версіях на різних альбомах. Деякі, більш сучасні пісні, були охоплені групою, такі як Enya Orinoco Flow.
Більшість слів до пісень хору з'явились з традиційних гімнів, латинських обрядів, і пісень сучасних композиторів від Брайана Вільсона до Enya. Звісно, слова з віршів і авторські слова також присутні. Наприклад, в We are the Lost використовується вірш «In Flanders Fields»  Джона Маккрея і «For the Fallen»  Лоуренса Бінйона з словами англійського гімну, «O God, Our Help in Ages Past» Ісаака Воттса. Коли більшість авторської лірики хору написано Робертом Прізманом, інші індивідуальні, включаючи колишнього соліста групи Стівена Герарді.
Libera Використовує різні комбінації інструментів. Роберт Прізман, Йан Тіллей і Стівен Герардті грають на синтезаторі, фортепіано та органі. Стівен Герардті також грає на кларнеті в піснях Free, Visions і Angel Voices, і на ударних в Visions і Angel Voices. Всі їхні EMI альбоми виконує Фіона Піарс на скрипці. В Angel Voices: Libera in Concert  мелодію виконує Il Novecento Orchestra. Празький Філармонічний оркестр грає в альбомі New Dawn.

### Одяг
Для більшості виступів, хлопці Libera одягають білі халати з капюшоном, засновані на монастирських рясах. Хлопців можна побачити так одягненими на обкладинках кількох альбомів. Іншою уніформою Libera є білі або чорні толстовки і чорні штани з блакитними сорочками. На деяких відео хлопці вдягнені в звичайний, повсякденний одяг.

### Обкладинки альбомів
Загальний вигляд на обкладинках альбомів включає птахів, хмари, і світлі зображення співаків. Випущені у 1993 році of Angel Voices, Angel Voices 2, Angel Voices 3, Libera, Luminosa і Welcome to Libera's World  містили зображення білих птахів. Sing Forever, випуску 1992 року Angel Voices, Angel Voices: Libera in Concert і New Dawn мали на зображеннях хлопців, одягнених убілі ряси. Free і Visions зображували співаючу подібнк на привида фігуру на хмарному фоні. Альбом Angel Voices 2006 року показував хлопців одяг яких нагадував білі толстовки.

## Дискографія

### Singles
- «Sing For Ever» (1987)
- «Adoramus» (1988)
- «Libera» (1995)
- «What a Wonderful World» (2015)

### Альбоми
Як Angel Voices:
- Sing For Ever (1988), виконували Jaymi Bandtock, Jonathan Arthey, Ian Grimley, Sam Harper, Gareth Lowman and Mathew Arthey як вокальні солісти.
- New Day (1990), виконували Robert Chee-A-Tow, Jaymi Bandtock and Gareth Lowman як вокальні солісти.
- Angel Voices (1992), виконували Oliver Putland, Daren Geraghty and Anthony Maher як вокальні солісти.
- Angel Voices 2 (1996), виконували Chris Baron, Daren Geraghty, Liam O'Kane як вокальні солісти.
- Peace on Earth (1996)
- Angel Voices 3 (1997), виконували Liam O'Kane, Steven Geraghty, Adam Harris, Chris Baron and Alex Baron як вокальні солісти.

Як Libera:
- Libera (1999), виконували Liam O'Kane, Adam Harris, Steven Geraghty, Alex Baron як вокальні солісти.
- Luminosa (2001), виконували Steven Geraghty, Ben Crawley, Sam Coates, Simon Beston як вокальні солісти.
- Complete Libera (2003), два диски Libera і Luminosa.
- Free (2004), виконували Ben Crawley, Joseph Platt, Christopher Robson, Anthony Chadney і Raoul Neumann як вокальні солісти, і Robert Prizeman, Fiona Pears, Dominic Kelly, Steven Geraghty, Chris Dodd, Ian Tilley і Helen Cole як інструменталісти.
- Visions (2005), виконували Tom Cully, Conor O'Donnell, Michael Horncastle, Joseph Sanders-Wilde, Callum Payne, James Vereycken як вокальні солісти і Robert Prizeman, Ian Tilley, Fiona Pears, John Anderson, Steven Geraghty і Chris Dodd як інструменталісти.
- Welcome to Libera's World (2006), виконували Joseph Platt, Ben Crawley, Liam O'Kane, Michael Horncastle і Joseph Sanders-Wilde як вокальні солісти, і Robert Prizeman, Fiona Pears, John Anderson, Steven Geraghty, Chris Dodd, Ian Tilley як інструменталісти. Альбом був виданий лише в Японії  і більшість треків були перевидані з попередніх альбомів. Він містив лише одну нову пісню, «Far Away».
- Angel Voices (2006), виконували ring Michael Horncastle, Ed Day, Connor O'Donnell, Tom Cully, Joshua Madine, Joseph Platt, Christopher Robson, Anthony Chadney, Joseph Sanders-Wilde and James Vereycken як вокальні солісти, і Robert Prizeman, Fiona Pears, John Anderson, Steven Geraghty, Chris Dodd і Ian Tilley на різних інструментах.
- Angel Voices: Libera in Concert (2007), виконували Joshua Madine, Ben Philipp, Tom Cully, Ed Day, Liam Connery, Sam Leggett і Joe Snelling як вокальні солісти, і Robert Prizeman, Fiona Pears, Steven Geraghty, Il Novecento Orchestra як інструменталісти.
- New Dawn (2008), виконували Tom Cully, Joshua Madine, Ed Day, Liam Connery, Joe Snelling і Benedict Philipp як вокальні солісти. Robert Prizeman, Fiona Pears, Ian Tilley, Steven Geraghty, Sam Coates і Празький філармрнічний оркестр грали на інструментах.
- Prayer: You Were There (2008), виконували Tom Cully, Ed Day, Joshua Madine, Liam Connery, Ben Crawley, Joseph Sanders-Wilde, Joseph Platt, Christopher Robson і Anthony Chadney як вокальні солісти.  Альбом був виданий лише в Японії і більшість треків були перевидані з попередніх альбомів.
- Eternal: The Best of Libera (2009), два диски з старими і новими піснями.
- Peace (2010), виконували Benedict Philipp, Joshua Madine, Tom Cully, Stefan Leadbeater, James Threadgill, Jakob De Menezes-Wood, Daniel Fontannaz, James Mordaunt і Ralph Skan як вокальні солісти.
- Miracle of Life Life (2011) був виданий лише в японії. «Song of Life» використовувалась в японській телевізійній драмі.[24][25]
- The St. Philip's Boys Choir: The Best of Angel Voices (2011), збірка пісень з Angel Voices (1992) and Angel Voices 2 (1996), з часу, коли гурт ще не був знаний як Libera.
- Libera: The Christmas Album (2011), різдвяний альбом, також виданий в японському виданні під назвою Winter Songs.
- Angel Voices 2012.
- Song of Life: A Collection (2012), виконання нової пісні, «Song of Life», і пісень з альбомів Free (2004), Visions (2005), Angel Voices (2006), Eternal (2008), New Dawn (2008), і Peace (2010).
- Angels Sing: Christmas in Ireland (2013), живий концертний запис виконання у кафедральному соборі в місті Armagh.
- Angels Sing: Libera in America (2015), запис виконання наживо в Basilica of the National Shrine of the Immaculate Conception, in Washington DC, US в серпні 2014 року.

### Мелодії до фільмів
- Twelve Monkeys (1995)[26]
- Romeo and Juliet (1996)[26]
- Cousin Bette (1998)
- Hannibal (2001)
- The Merchant of Venice (2005)
- Nobody to Watch Over Me (2008)
- The Greatest Miracle (2011)
- From the New World (2012 anime)

### Підтримка ролей для альбомів і синглів
Як Angel Voices:
- San Damiano (1984), by Sal Solo
- Christmas Wrapping (1990), by Tony Robinson
- The Christmas Album, Vol 2 (1994), by Neil Diamond
- The Big Picture (1997), by Elton John

Як Libera:
- Aled (2002), by Aled Jones
- Higher (2003), by Aled Jones
- The Christmas Album (2004), by Aled Jones
- Aled's Christmas Carols (2008) by Aled Jones (DVD)
- Tchaikovsky, The Nutcracker, with Berlin Philharmonic cond. Simon Rattle (2009)
- The Prayer (2010) by Classical Relief for Haiti (various artists)
- The Olympic Experience (2012) виданий Warner Classics[27]
- Christmas at Downton Abbey (2014) виданий Warner Music TV[28]

## Концерти і виступи
Ставши благодійною організацією у Великій Британії, хор зробив багато виступів на телебаченні, радіо, та концертів
Лютий 2007
- Libera перемогла на талант-шоу BBC «When Will I Be Famous?»  організованому Грехемом Нортоном. Хор виграв приз в розмірі £10,000.[29]

Травень 2007
- Libera записав два публічні концерти в St. Pieterskerk в Лейдені, Нідерланди, які були потім видані як DVD під назвою Angel Voices.[30]

Грудень 2007
- Libera заспівала пісню Браяна Вілсона Love and Mercy.

Серпень 2008
- Літній тур 2008 — включаючи виконання, де був присутній Папа Бенедикт XVI.[31]

Грудень 2008
- Libera виступила на телебаченні Великої Британії з Аледом Джонсом в різдвяній телепередачі, де вони виконали нову версію carols. яка була згодом видана на DVD.[32]

Січень 2009
- BBC TV's Songs of Praise присвятила Libera цілу програму 25 січня 2009.[33]

Лютий 2009
- Виступи на японському телебаченні.

Березень 2009
- Концерти в церкві Св Філіпа, Норбер, Лондоні і  Arundel Cathedral, Велика Британія.

Квітень 2009
- Весняний тур 2009 року — концерти в США.

Червень 2009
- Літній тур 2009 року — Белфасті, Дубліні, Единбурзі.

Жовтень 2009
- Осінній тур 2009 року — концерти на Філіппінах.

Квітень 2010
- Весняний тур 2010 — Японія, Корея, Філіппіни.

Травень 2010
- Концерт в Arundel Cathedral, Велика Британія.

Серпень 2010
- Літній тур 2010 — концерти на півдні США.

Жовтень 2010
- Осінній тур 2010 — Велика Британія — Clifton Cathedral, Брістоль — Chester Cathedral, Честер — St. George's Cathedral, Лонлон — Beverley Cathedral, Йоркшир.

Листопад 2010
- Виступ BBC TV Songs of Praise виконання «Eternal Light».[34]

Грудень 2010
- Різні виступи на британському телебаченні, включаючи «Christmas Cooks», «This Morning», і BBC «Breakfast».

Березень 2011
- Концерт в Epsom Playhouse, Велика Британія.

Квітень 2011
- Весняний тур 2011.
- концерти в Канаді.

Липень 2011
- Літній тур 2011 — США — концерти і виступи на телебаченні.

Вересень 2011
- Запис BBC TV «Songs of Praise» 50-річчя концерту в Alexandra Palace, Лондон, трансляція на BBC1 2 жовтня 2011.[35]

Жовтень 2011
- Осінній турr 2011 — концерти на Філіппінах.

Листопад 2011
- Виступ на QVC Shopping satellite TV channel у Великій Британії 5 листопада 2011.[36]
- Концерт в Георгіївському соборі, Ламбет, Лондон Велика Британія 25 листопада 2011 року, з 34 членами хору на сцені.[37]

Грудень 2011
- Виступ на BBC TV's Songs of Praise виконання «Still, Still, Still».[38]
- Виступи на телебаченні Великої Британії, включаючи «Live with Gabby» on Channel 5, і «This Morning» на ITV.[39]
- Різдвяний виступ на BBC Radio 2 на «Chris Evans» show.[40]

Квітень 2012
- Виступ на BBC TV's Songs of Praise виконання «How Shall I Sing That Majesty».[41]
- весняний туп 2012 — концерти в Сінгапурі і Японії.[42]

Травень 2012
- Концерт в Arundel Cathedral, Велика Британія.[43]

Серпень 2012
- Осінній тур 2012 — Нормандські острови — Джерсі і Гернсі, чотитри  концерти протягом 1–8 серпня 2012 року.[44][45]

Квітень2015
- Весняний тур — США — Бостон, Массачусетс — Сан Антоніо, Техас — Чикаго, Іллінойс — Атланта, Грузія.
- Книга про історію групи Libera.